# Csajta
Csajta (németül: Schachendorf, horvátul: Čajta) község Ausztriában Burgenland tartományban a Felsőőri járásban. Igazgatásilag hozzátartozik Incéd község.

## Fekvése
Felsőőrtől 23 km-re keletre, Szombathelytől 16 km-re, Bucsutól 7 km-re nyugatra, a magyar határ mellett fekszik.
A kataszteri közösségek Incéd és Schachendorf.

## Története
A régészeti leletek tanúsága szerint a község területét már a kelták és a rómaiak is lakták. Első írásos említése 1374-ben történt "Poss. Cahca" alakban. 1405-ben "Poss. Kys Chaca", illetve "Chahta", 1428-ban "Chaytha", 1478-ban "Chaytha", 1479-ben "Chatha", illetve "Kyschaytha" néven említik a korabeli források. Vámszedőhelyként részben Rohonc várának tartozéka volt. 1428-ban 15 jobbágy portával adózott. A középkorban két falu állt a helyén Csajta és Kiscsajta.1532-ben mindkettőt elpusztította a török. Ezt követően horvátokkal telepítették be, akik ma is a lakosság többségét alkotják. A 17. századtól a Batthyány család birtoka volt.
Vályi András szerint "CSAJTA. Sakkendorf. Horvát, és német falu Vas Vármegyében, földes Ura Gróf Battyáni Uraság, lakosai katolikusok, fekszik Szombathelytöl két, és egy 1/4. mértföldnyire, Rohontztól 3/4. órányira, mellynek filiája, terméseire nézre lásd Bozókot, mellyhez hasonlít, jó tulajdonságaikoz képest, első Osztálybéli."
Fényes Elek szerint "Csajta, (Schachtendorf), horvát falu, Vas vgyében, a rohonczi uradalomban, ut. p. Kőszeg. Lakja 480 k. Van erdeje és jó rétje."
Vas vármegye monográfiája szerint "Csajta, 121 házzal, 862 horvátajkú r. kath. és ág. ev. lakossal. A szombathely-pinkafői vasút megállóhelye. Posta és táviró."
1910-ben 1810 lakosa volt, ebből 1510 horvát, 219 magyar, 77 német. 1921-ig Vas vármegye Kőszegi járásához tartozott. Ekkor a trianoni és saint-germaini békeszerződések értelmében Ausztria része lett. 1971-ben Csém és Incéd községeket csatolták hozzá.
Az 1976-ban megnyílt, Bucsuval szomszédos határátkelőhelye 2007-ben a Schengeni egyezményhez való csatlakozásunkkal elvesztette a jelentőségét, ma rendőrségként működik.
2001-ben 812 lakosából 37 volt magyar, 158 német, 3 cigány, 1 szlovén, 590 horvát és 23 egyéb nemzetiségű.
2008-ban elkészült a B63-as főút új nyomvonala, elkerülve a települést.

## Nevezetességei
- Szent Miklós püspök tiszteletére szentelt barokk római katolikus temploma 1818-ban épült.
- A múlt évszázadok életét bemutató falumúzeumát a 20. század végén alapították.
- A községben horvát kulturális egyesület, néptánccsoport, tamburazenekar működik.